# Véidelevka
Véidelevka - Вейделевка (rus) - és un poble (un possiólok) de l'óblast de Bélgorod, a Rússia. El 2021 tenia 7.347 habitants. És la seu administrativa del districte (raion) homònim.